# Rock Velours
 (septembre 2012).
Si vous disposez d'ouvrages ou d'articles de référence ou si vous connaissez des sites web de qualité traitant du thème abordé ici, merci de compléter l'article en donnant les références utiles à sa vérifiabilité et en les liant à la section « Notes et références ».
Rock Velours est une émission de télévision musicale et de talk-show québécoise et diffusée du 8 septembre 1986 au 29 juillet 1996 à MusiquePlus. Elle a été animée par Sonia Benezra tous les lundis à 19 h jusqu'au 20 juin 1992 lors de son départ pour TQS, puis par Juliette Powell à partir du 14 septembre 1992. À partir de l'automne 1994, elle est produite à midi et rediffusée à 20 h.
Comme son titre l'indique, l'émission était composée de vidéoclips de chansons soft rock. Des chroniqueurs ainsi que des entrevues avec des invités complétaient le tout.